# Israel Epstein

Israel Epstein, 1936 oder 1937

Israel Epstein (chinesisch 伊斯雷爾·愛潑斯坦 / 伊斯雷尔·爱泼斯坦, Pinyin Yīsīléi'ěr Àipōsītǎn, geboren am 20. April 1915 in Warschau; gestorben am 26. Mai 2005 in Peking) war ein polnisch-chinesischer Journalist und Autor. Er wurde Mitglied der Kommunistischen Partei Chinas (KPCh), nahm die chinesische Staatsbürgerschaft an und war Abgeordneter der Politischen Konsultativkonferenz des Chinesischen Volkes.

## Leben
Sein Vater wurde von der zaristischen Regierung wegen seiner Tätigkeit in der Arbeiterbewegung inhaftiert, seine Mutter wurde nach Sibirien verbannt. Nach Beginn des Ersten Weltkriegs arbeitete Israel Epsteins Vater in Japan. Als die deutsche Armee 1915 vor Warschau stand, flohen die übrigen Mitglieder der jüdischen Familie nach Asien, sie erreichten 1917 China und ließen sich 1920 in Tianjin nieder.
Mit 15 Jahren begann Israel Epstein als Journalist für die englischsprachigen Zeitungen Peking Times und Tientsin Times zu arbeiten. Später berichtete er auch für United Press und andere ausländische Medien über die japanische Besetzung Chinas. 1933 lernte er den Journalisten Edgar Snow kennen. 1938 wurde er Mitglied der von Song Qingling (der Witwe von Sun Yat-sen) gegründeten China Defense League.
1944 besuchte Israel Epstein das kommunistische Hauptquartier in Yan’an, wo er Mao Zedong, Zhou Enlai, Zhu De und andere führende Kommunisten interviewte und eine Reihe Artikel für die New York Times schrieb. Noch im gleichen Jahr reiste er zunächst nach Großbritannien und dann in die USA, wo er u. a. für die Allied Labor News arbeitete. 1949 veröffentlichte er sein Buch The Unfinished Revolution in China.
1951 lud Song Qingling ihn und seine Frau Elsie Fairfax-Chomeley ein, nach China zurückzukehren, um an der von ihr gegründeten englischsprachigen Zeitschrift China Reconstructs (deutsche Ausgabe: China im Aufbau) mitzuarbeiten. Bis zu seiner Pensionierung war er Chefredakteur der Zeitschrift.
1957 wurde er chinesischer Staatsbürger. Israel Epstein war einer von rund einhundert Ausländern, wie beispielsweise die Journalistin Ruth Weiss aus Wien, der Arzt Hans Müller aus Düsseldorf, der Wiener Richard Frey, der US-Amerikaner Ma Haide (George Hatem), die Lehrerinnen Käthe Zhao aus Berlin und die Schweizerin Olga Lee, der neuseeländische Journalist Rewi Alley oder die deutsche Fotografin Eva Siao, welche die chinesische Staatsbürgerschaft erhielten. 1964 trat er der Kommunistischen Partei Chinas bei.
Während der Kulturrevolution wurde Israel Epstein für fünf Jahre von 1968 bis 1973 inhaftiert, nach seiner Freilassung jedoch vollständig rehabilitiert; Mao, Zhou Enlai und Deng Xiaoping empfingen ihn regelmäßig. 1983 gehörte er zu den elf berühmten „ausländischen Experten“, die von der Kommunistischen Partei zu Abgeordneten in der Politischen Konsultativkonferenz des chinesischen Volkes ernannt wurden. Epstein nahm daher an der 6., 7., 8. und 9. Konsultativkonferenz teil.
Nach dem Tod von Elsie Fairfax-Chomeley im Jahr 1984 heiratete Epstein Huáng Huànbì 黄浣碧 (1934–2023), die Leiterin der Song-Qingling-Stiftung (中国宋庆龄基金会).
Epstein starb kurz nach den Feiern zu seinem 90. Geburtstag, seine sterblichen Überreste wurden am 3. Juni 2005 auf dem Revolutionsfriedhof Babaoshan in Peking begraben. An dem Staatsbegräbnis nahm fast die gesamte Führung der Volksrepublik teil, z. B. Hu Jintao, Wen Jiabao, Jia Qinglin und Li Changchun. Die KPCh würdigte ihn als Alten Freund des chinesischen Volkes.

## Werke
- The People's War. 1939.
- A memoir of more than 80 years in China.
- My China Eye: Memoirs of a Jew and a Journalist. Long River Press, 2005.
- Unfinished Revolution in China. Little, Brown and Company, 1947
  - deutsch: China: von Sun Jat-sen zu Mao Tse-tung. Aus dem amerikanischen Engl. von Hanna Köditz. Verlag Volk und Welt, Berlin 1950.
- From Opium War to Liberation. New World Press, 1956.
  - deutsch: Vom Opiumkrieg bis zur Befreiung. Aus dem Engl. von Klaus B. Ludwig. Verlag für fremdsprachige Literatur, Beijing 1985.
- Tibet transformed. New World Press, 1983.
- Woman in World History: Soong Ching Ling. New World Press, 1993.